# Buchenspringrüssler
|                        |  |
|                        |  |
| Verschiedene Ansichten |  |

Der Buchenspringrüssler (Orchestes fagi) ist ein Käfer aus der Familie der Rüsselkäfer (Curculionidae). Der Käfer lebt an Rotbuchen und kann dort sehr häufig sein.

## Merkmale
Die adulten Käfer sind 2 bis 2,5 Millimeter lang. Sie sind von schwarzbrauner Farbe und zeigen eine feine, graue Behaarung. Die Beine sowie die Fühler sind rot gefärbt, letztere sind in der Rüsselmitte eingelenkt. Die Hinterbeine sind an den Schenkeln verdickt. Die Larve ist weiß, beinlos, augenlos und bauchwärts gekrümmt.

## Ökologie

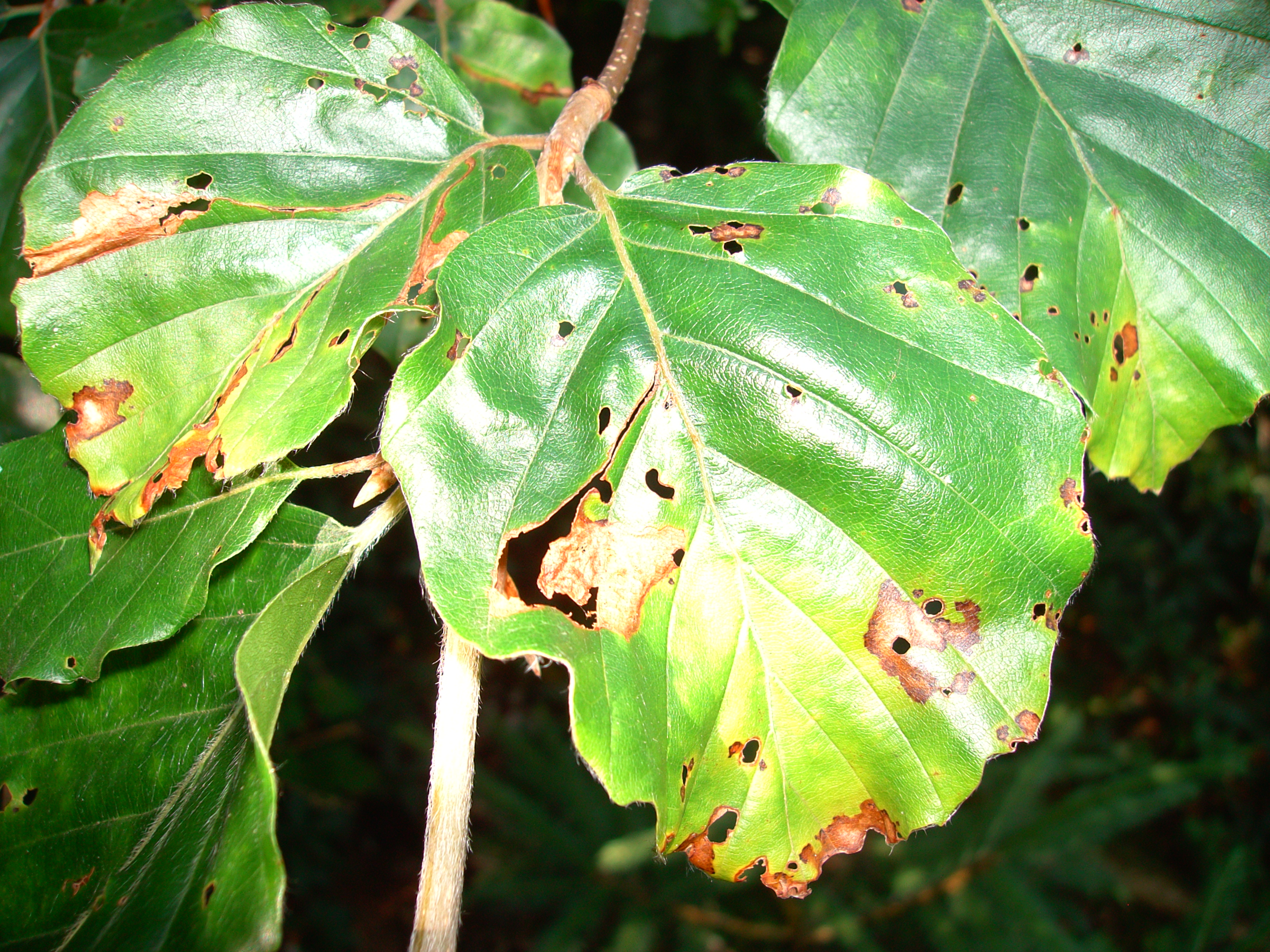
Fraßbild des Buchenspringrüsslers Ende Juni (ca. 900 m über NN)

Der Buchenspringrüssler lebt an Rotbuchen. Seine Flugzeit dauert von April bis September, die Generationen sind einjährig.
Er neigt in Buchengebieten zu Massenvermehrungen, die in der Forstwirtschaft Schäden verursachen.
Nach der Überwinterung unter der Rinde einer Buche oder im Boden zeigt sich der Lochfraß des Käfers an den noch jungen Buchenblättern. Auch Blattstiele werden angefressen, die Blätter fallen kurze Zeit später ab. Die Eier werden später einzeln an der Unterseite des Blattes an der Mittelrippe abgelegt. Zwischen Mai und Juni frisst die Larve einen Kanal in die Mittelrippe, von dem aus dann eine Gangmine zwischen zwei Seitenrippen angelegt wird, die sich nach Erreichen des Blattrandes in eine Platzmine verwandelt, wo sich die Larve Ende Mai / Anfang Juni in einem kugeligen Kokon verpuppt. Bei starkem Befall verfärben sich die Blätter braun, das Schadbild erinnert dann an Spätfrostschäden. Es kommt zudem zu Kronenverlichtungen. Bei starkem Befall erscheinen Kronen und Bestandesränder von weitem bräunlich.
Forstwirtschaftlich relevanter Schaden entsteht durch die Vernichtung von Assimiliationsmasse, es kommt zu messbaren Zuwachsverlusten. Auch die Fortpflanzung von Buchen kann darunter leiden, da das Anbohren der Fruchtknoten die Bucheckern unfruchtbar werden lässt.
Gegenmaßnahmen sind aufgrund der Widerstandskraft der Käfer aufwendig und sind nur in Buchenverjüngungen und Obstbaumkulturen (die bisweilen auch befallen werden) sinnvoll.

## Gefährdung
Die Art gilt in Deutschland als ungefährdet.

## Taxonomie
In der Literatur finden sich folgende Synonyme:
- Rhynchaenus fagi (Linnaeus, 1758)